# Detlef Heusinger
Detlef Heusinger (* 1956 in Frankfurt am Main) ist Musiker, Komponist und Dirigent. Von Oktober 2006 bis September 2022 leitete er das Experimentalstudio des SWR und ist damit der Nachfolger von André Richard.
Für 1996/97 wurde ihm ein Stipendium in der Deutschen Akademie Villa Massimo in Rom zuerkannt.
2009 gründete Detlef Heusinger das Solistenensemble Ensemble Experimental.
Seit Anfang 2023 ist er bei dem Label Neos Music als künstlerischer Leiter tätig.

## Werke

### Bis 1990
- Ent-Fremdung. für vier Gitarren (1978/1995)
- Todesfuge. für Bariton, Gitarre und Streichquartett (1979–1980)
- Aufstieg. für Kammerensemble (1982)
- Materialermüdung. dargestellt an zwei Klavieren zu vier Händen (1982)
- Spiel der Zeit. Drei Sonette (Gryphius) mit Vor-, Zwischen- und Nachspiel für Sopran, Bariton und Kammerorchester (1983)
- Stückwerk. für Gitarre solo (1983/1987)
- Epiphora – Oxymora – Anaphora. Drei Stücke für Klavier (1984/1986)
- Rhap-Time. für 19 Instrumente (1985)
- Spuren-Eleente/Trace elements. für Gitarre (1985)
- Von Insel zu Insel. für Kammerensemble (1985–1986)
- Der Turm. Musiktheater für Vokalsolisten, Tänzer, Orchester und Live-Elektronik, nach dem gleichnamigen Bühnenstück von Peter Weiss (1986/1988)
- Noema. für Flöte und Gitarre (1987/1989)
- Ellipsis. für kleines Orchester (1988)
- Rossini a. D. Musikalische Posse für drei Sänger, fünf Tänzer und Kammerorchester, Libretto von Detlef Heusinger unter Verwendung von Texten Rossinis (1989–1990)[6]

### 1990 bis 2000
- Totem und Tabu. Ballett für Sopran, sechs Violoncelli und vier Schlagzeuger, nach Texten der Sappho (1991)
- Pandora I und II. für Streichquartett (1993–1994)
- Herzlieb I und II. Zwischenspiele zu der Händeloper Orlando für zwei Soprane und Kammerorchester (1994)
- Abraum. für Klaviertrio und Live-Elektronik (1995)
- Babylon. Musiktheater in 3 Akten für Soli, großes Orchester und Zuspielband. Libretto von Detlef Heusinger nach Michel Ghelderode (1995–1996)
- Schwarz – Rot – Gold. Ein Rühr-Schauer-Stück zur "deutschen Revolution" 1848 für Sänger, Tänzer, Schauspieler und Kammerensemble (1997–1998)
- terra incognita. für großes Orchester (1997)
- Vorüber. für eine Singstimme mit Klavier, frei nach Textpartikeln aus Goethes Faust (1997)[6]

### 2000 bis 2010
- Sintflut / The Flood. Videotryptichon für drei Orchestergruppen und fünfkanaliges Tonband (2000–2001)
- Ballade cruelle. für Gitarre solo, nach Francisco de Goya (2003)
- Sakura-Saku. für Gitarre solo (2003)
- Drei japanische Liebeslieder (Wakas). für hohe Stimme und Gitarre (2003–2004)
- Kagebayashi I, II, III. Drei Interludien aus dem Zyklus geza-music für Kammerensemble (2004)
- 2nd anniversary of zabriskie point. Konzert für E-Gitarre und Orchester (2005)[6]

### 2010 bis heute
- Tripelkonzert. 1. Teil für Oboe d’amore, Viola, verstärktes Cembalo und großes Orchester (2010)
- Abraum II. für Klaviertrio und Live-Elektronik (2011–2012)
- Ballade sentimentale. für Gitarre (2012)
- Sintflut X. Videooper für Videotryptichon und achtkanalige Zuspielung (2012–2013)
- Abzweige. für Ensemble und Live-Elektronik (2013–2014)
- Klavierwerk I. für Klavier (2015–2016)
- Ver-Blendung. für Flöte, Akkordeon und Elektronik (2016)
- 4 CROSSROADS. für Gitarre/E-Gitarre, Violoncello/E-Bass, Klavier, Schlagzeug, Knabensopran und Elektronik (2017)
- Jukeboxopera. Chronologisches Musiktheater[6]